# Zuhm (Adelsgeschlecht)

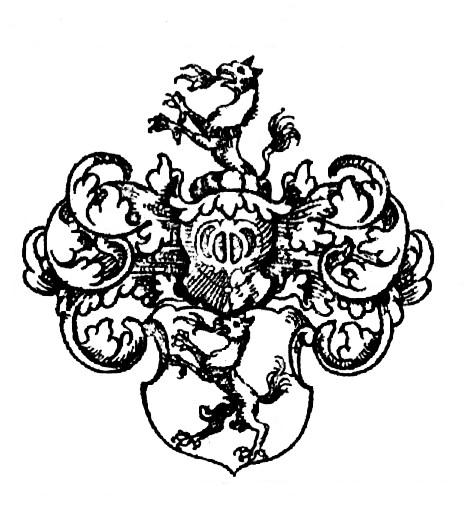
Stammwappen derer von Zuhm (wie Wappen derer von Krakewitz)

Zuhm oder Zuhmen ist der Name eines alten, heute erloschenen rügischen Adelsgeschlechts, das zuletzt in Holland blühte.
Es besteht keine, in älterer Literatur jedoch häufiger postulierte Stammesverwandtschaft mit den ursprünglich holsteinischen Suhm, an die 1683 mit unmittelbarer Bezugnahme auf die Jasmunder Linie der Zuhm ein dänisches Adelsdiplom gekommen ist.

## Geschichte

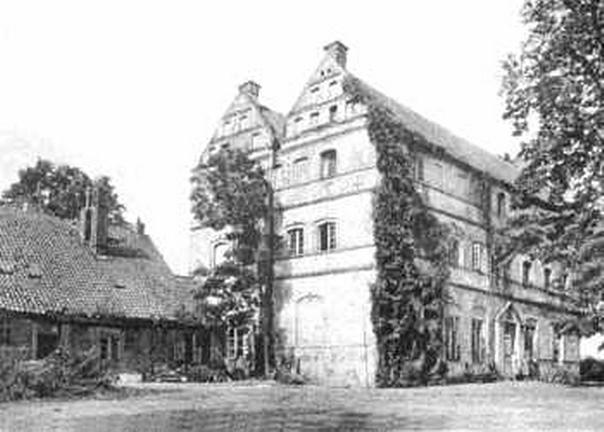
Historische Ansicht des durch die Zuhm errichteten Herrenhauses Üselitz (um 1900)

In den Jahren 1237 und 1242 erschienen erstmals die Brüder Sumkeke und Martin als Urkundenzeugen im Gefolge des Fürsten Wizlaw I. von Rügen, ihnen wurde die Gründung der Orte Zimkendorf (Sumekendorf) und Martensdorf ca. 10 km westlich von Stralsund auf dem festländischen Teil des Fürstentums zugeschrieben.
Die Familie teilte sich dann im 14. Jahrhundert in die nach rügischen Halbinseln benannten zwei Stämme Wittow mit den Gütern Gudderitz, Varnkevitz, Grabow und Üselitz sowie Jasmund mit den Gütern Mahlow und Trochendorf. Ein dritter Stamm Kaiseritz-Kluptow ist nach 1431 bzw. 1461 ausgegangen, nachdem die Brüder Arndt und Schire Zuhm Kaiseritz und Kluptow an das Kloster Bergen verkauften. 
Bekanntheit erlangte die Familie auch, als 1405 Wulfhard Wulflam beschuldigt wurde, am Tod seines Freundes, des rügenschen Ritters Starke Zuhm, schuldig zu sein. Dessen Leichnam brachte man vor das Wulflamhaus, von wo ihn Wulflam zur Bestattung wegbringen ließ. Der Sohn Starke Zuhms, Thorkel Zuhm, erschlug 1409 Wulflam auf dem Kirchhof von Bergen auf Rügen.
Pribbert Zuhm war seit 1603 auch im Lehnsbesitz von Poseritz. In der dortigen Kirche ist heute noch sein Patronatsstuhl aus Kiefernholz aus dem Jahre 1598 erhalten. Die letzten Güter der Zuhm auf Rügen waren Trochendorf, Mahlow und Üselitz. Erstere beiden gerieten in Pfandbesitz und fielen spätestens 1685 an die Gläubiger aus den Geschlechtern von Krassow, von Kahlden und von Bohlen und gelangten schließlich 1763 an den Rittmeister und Deputierten der rügischen Ritterschaft, Julius Christoph von der Lancken auf Vorwerk. Rechtliche Versuche der dänischen von Suhm, in die Lehnsnachfolge einzutreten, waren wenig nachhaltig. Auch Üselitz kam 1644, nachdem sich die dortigen Zuhm mit der Errichtung des Herrenhauses im Renaissancestil ruiniert hatten, an ihre Gläubiger, die Familie von Ahnen. Vormals letzter Besitzer war der schwedische Rittmeister Erich von Zuhm (1593–1644) bzw. dessen Sohn Ernst Christoph von Zuhm, welcher Junker im Croÿ'schen Regiment war. Ebenfalls aus dem Hause Üselitz begab sich Ernst von Zuhm († 1657) in holländische Dienste. Seine Familie blühte noch drei weitere Generationen in den Niederlanden und ist mit Daniel Zuhm († 1747) in Amsterdam im Mannesstamm erloschen.

## Wappen
Das Stammwappen zeigt in Gold einen nach rechts aufsteigenden, Feuer speienden, schwarzen Panther. Auf dem Helm mit schwarz-goldenen Decken, der Panther wachsend.
Die ebenfalls rügischen von Krakewitz führten dasselbe Wappenbild.
Die Linie Mahlow-Trochendorf führte anstelle des Panthers ein schwarzes aufsteigendes Pferd im Schild und auf dem Helm.
Das Wappen der niederländischen Linie zeigt in Gold einen nach rechts aufsteigenden schwarzen Fuchs mit schwarzem Kleeblatt im Fang.

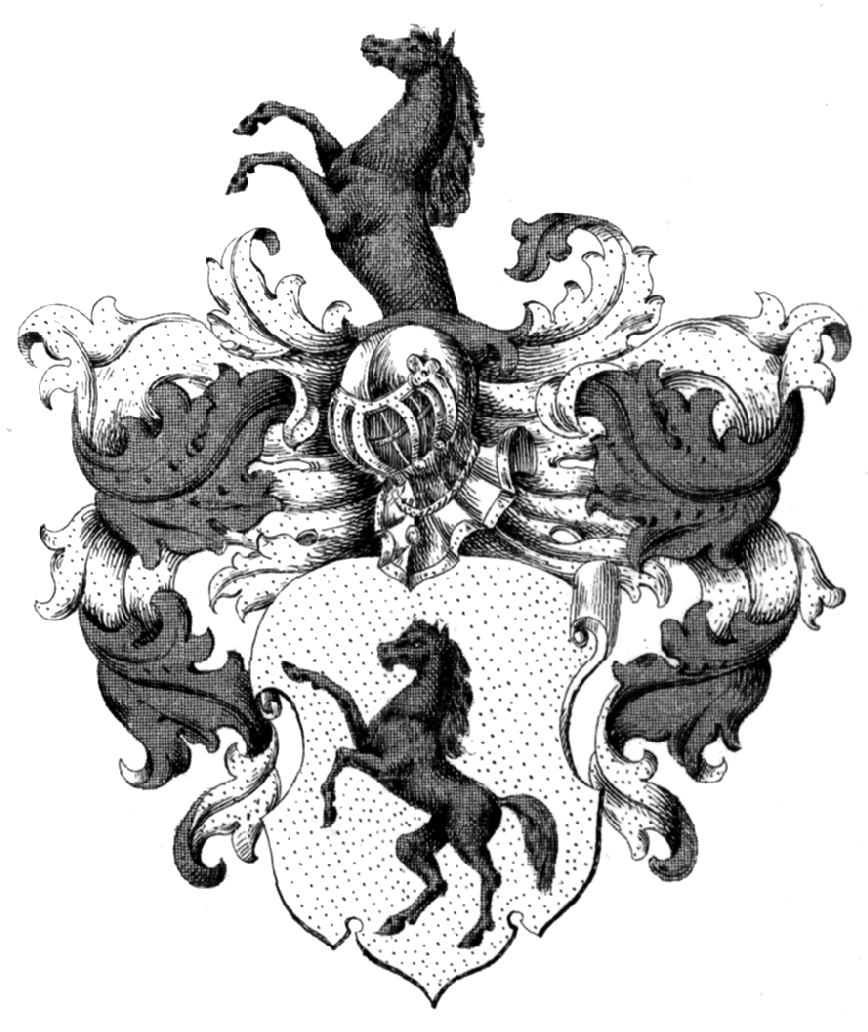
Wappenvariante der Linie Mahlow-Trochendorf

## Angehörige
- Guzlaf von Zuhm, soll 1322 Landvogt von Rügen gewesen sein.[3]
- Pribbert von Zuhm († 1616), pommerscher Hofmarschall in Wolgast
- Ernst von Zuhm († 1657), kaiserlicher Oberst, Herr von Ameland
- Ernst Ludwig von Zuhm († nach 1722), holländischer Kapitän zur See, Kommandeur und Mitglied der Admiralität in Amsterdam